# Sydatlanten

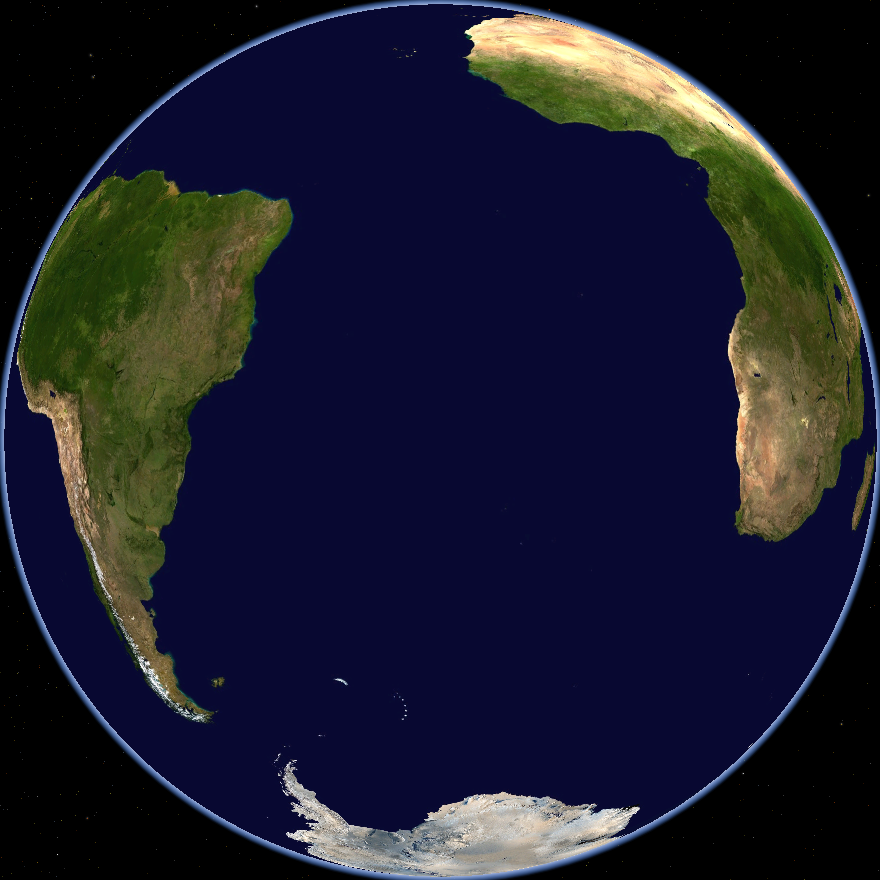
Sydatlanten

Sydatlanten är den delen av Atlanten som ligger söder om ekvatorn (jämför: Nordatlanten).
Sydatlanten är i jämförelse med Nordatlanten fattig på öar. Utöver Eldslandet mellan Atlanten och Stilla havet finns endast mindre vulkanöar samt Falklandsöarna, Sydgeorgien och Sydsandwichöarna. Bland de mindre öarna kan även nämnas Bioko, São Tomé och Príncipe, Annobón, Ascension, Tristan da Cunha och St. Helena.
Sydatlanten har bara två bihav, Scotiahavet och Weddellhavet. Förutom Weddellhavet har Sydatlanten av större vikar bara Guineabukten och Rio de la Plata att uppvisa.